# Nederlandse kampioenschappen schaatsen sprint 1992
De Nederlandse kampioenschappen sprint 1992 voor mannen en vrouwen vormden een schaatsevenement dat onder auspiciën van de KNSB over de sprintvierkamp (2x 500, 2x 1000 meter) werd verreden. Het vond plaats in het weekend van 25 en 26 januari op de overdekte ijsbaan Thialf in Heerenveen. In 1989 was het voor het eerst dat de NK sprint op deze overdekte ijsbaan werd gehouden. In 1973, 1979 en 1982 vonden de edities van de NK sprint plaats op de onoverdekte ijsbaan van Thialf. Voor de mannen was het de 23e editie, voor de vrouwen de tiende.
De NK sprint stond dit jaar na de NK afstanden (2-4 januari) en de EK (m/v) (17-19 januari) en voor de OS (8-23 februari), NK allound (m/v) en WK sprint (m/v) (beide 29 februari + 1 maart), de WK allround (v) (7 + 8 maart) en de WK allround (m) (21 + 22 maart) op de kalender. Daarvoor, tussendoor, tegelijkertijd en hierna vonden de wedstrijden plaats in het kader van het zevende seizoen van de wereldbeker schaatsen.
Mannen
Er namen achttien mannen deel, waaronder negen debutanten. De titel ging dit jaar naar Gerard van Velde die voor het eerst plaats nam op het eindpodium. Hij deed dit met vier afstandoverwinningen en was daarmee de derde man die deze prestatie leverde na Jan Bazen (1971) en Jan Ykema (1987). Ook de nummer twee, Jan Jan Brouwer, stond voor het eerst op het eindpodium. Nummer drie werd Menno Boelsma die ook in 1987 en 1990 deze positie innam. De twaalf te verdelen afstandmedailles werden door vijf verschillende rijders behaald. Van het eindpodium van 1991 nam titelhouder Arie Loef (vanwege blessure) dit NK niet deel, de nummers twee en drie, Hans Janssen en Gerjan van de Brink eindigden als zevende en achtste. Tussen hen en het erepodium eindigden drie debutanten.
Vrouwen
Er namen negen vrouwen deel, waaronder drie debutanten. Christine Aaftink behaalde haar vijfde sprinttitel, de eerste vier werden van 1987-1990 behaald, vorig jaar werd ze tweede. Ze stond hiermee ook voor het zesde opeenvolgende jaar op het eindpodium. Ze deed dit ook weer met vier afstandoverwinningen, in 1990 deed ze dit eerder. Bij de vrouwen deed alleen Yvonne van Gennip dit in 1985 nog eerder. De tweede plaats werd ingenomen door Anita Loorbach, de plaats die ze ook in 1989 innam, daarnaast werd ze in 1990 derde. Als titelhoudster eindigde Marieke Stam dit jaar als derde, ook de plaats die ze in 1986 op het podium betrad. De twaalf te verdelen afstandmedailles werden door deze drie podiumgasten behaald.
OS en WK sprint
De Nederlandse vertegenwoordigers op de beide sprintafstanden bij de Winterspelen waren Arie Loef, Gerard van Velde, Rintje Ritsma (500m + 1000m) en Falko Zandstra (1000m) bij de mannen en Christine Aaftink, Herma Meijer en Sandra Voetelink bij de vrouwen. De delegatie bij de WK sprint bestond bij de mannen uit het duo Arie Loef en Gerard van Velde en het kwartet Christine Aaftink, Anita Loorbach, Herma Meijer en Sandra Voetelink bij de vrouwen.

## Afstandmedailles
Mannen
| Afstand  | 1e               | 2e              | 3e              |
| -------- | ---------------- | --------------- | --------------- |
| 1e 500m  | Gerard van Velde | Jan Jan Brouwer | Menno Boelsma   |
| 1e 1000m | Gerard van Velde | Jan Jan Brouwer | Dennis Duba     |
| 2e 500m  | Gerard van Velde | Jan Jan Brouwer | Menno Boelsma   |
| 2e 1000m | Gerard van Velde | Jan Jan Brouwer | Arjan Schreuder |

Vrouwen
| Afstand  | 1e                | 2e             | 3e             |
| -------- | ----------------- | -------------- | -------------- |
| 1e 500m  | Christine Aaftink | Anita Loorbach | Marieke Stam   |
| 1e 1000m | Christine Aaftink | Marieke Stam   | Anita Loorbach |
| 2e 500m  | Christine Aaftink | Anita Loorbach | Marieke Stam   |
| 2e 1000m | Christine Aaftink | Marieke Stam   | Anita Loorbach |

## Eindklassementen

### Mannen
| Rang   | Schaatser           | Punten     | 500m         | 1000m        | 500m       | 1000m          |
| ------ | ------------------- | ---------- | ------------ | ------------ | ---------- | -------------- |
| Goud   | Gerard van Velde    | 151.620 CR | 37,55 (1) CR | 1.16,28 (1)  | 37,87 (1)  | 1.16,12 (1) CR |
| Zilver | Jan Jan Brouwer     | 153.395 pr | 37,99 (2)    | 1.17,45 (2)  | 38,15 (2)  | 1.17,06 (2)    |
| Brons  | Menno Boelsma       | 154.675    | 38,25 (3)    | 1.18,11 (7)  | 38,27 (3)  | 1.18,20 (7)    |
| 4      | Wojciech Biziuk     | 155.115 pr | 38,62 (4)    | 1.18,29 (8)  | 38,36 (4)  | 1.17,98 (5)    |
| 5      | Arjan Schreuder     | 155.980    | 39,58 (17)   | 1.17,71 (4)  | 38,93 (9)  | 1.17,23 (3)    |
| 6      | Andries Kramer      | 156.060    | 38,72 (7)    | 1.19,26 (14) | 38,69 (7)  | 1.18,04 (6)    |
| 7      | Hans Janssen        | 156.080    | 39,00 (10)   | 1.18,67 (11) | 38,59 (5)  | 1.18,31 (8)    |
| 8      | Gerjan van de Brink | 156.170    | 38,95 (8)    | 1.18,04 (6)  | 38,94 (10) | 1.18,52 (11)   |
| 9      | Marcel Bliek        | 156.335 pr | 38,95 (8)    | 1.18,53 (10) | 38,94 (10) | 1.18,36 (9)    |
| 10     | Arjan Overdevest    | 156.340 pr | 38,67 (5)    | 1.19,08 (13) | 38,74 (8)  | 1.18,78 (13)   |
| 11     | Dennis Duba         | 156.635    | 39,36 (16)   | 1.17,57 (3)  | 39,66 (18) | 1.17,66 (4)    |
| 12     | Arjan Ottens        | 156.870 pr | 39,33 (15)   | 1.18,36 (9)  | 39,17 (14) | 1.18,38 (10)   |
| 13     | Martijn Kroonenberg | 156.900 pr | 39,24 (13)   | 1.18.68 (12) | 39,01 (12) | 1.18,62 (12)   |
| 14     | Bauke Jonkman       | 157.745    | 39,14 (11)   | 1.19,86 (17) | 39,11 (13) | 1.19,13 (15)   |
| 15     | Rogier Pastor       | 158.095    | 39,30 (14)   | 1.19,28 (15) | 39,40 (15) | 1.19,51 (16)   |
| 16     | Rien Smulders       | 158.525    | 39,72 (18)   | 1.19,66 (16) | 39,45 (16) | 1.19,05 (14)   |
| 17     | Tjerk Terpstra      | 159.280    | 39,23 (12)   | 1.20,49 (18) | 39,57 (17) | 1.20,47 (17)   |
| 18     | Arnold van der Poel | 181.715    | 38,70 (6)    | 1.17,73 (5)  | 38,66 (6)  | 2.10,98 (18) * |

CR = kampioenschapsrecord
pr = persoonlijk record
* = met val

### Vrouwen
| Rang   | Schaatsster       | Punten     | 500m      | 1000m       | 500m      | 1000m       |
| ------ | ----------------- | ---------- | --------- | ----------- | --------- | ----------- |
| Goud   | Christine Aaftink | 165.760 CR | 40,99 (1) | 1.23,04 (1) | 41,19 (1) | 1.24,12 (1) |
| Zilver | Anita Loorbach    | 168.115    | 41,61 (2) | 1.25,28 (3) | 41,39 (2) | 1.24,95 (3) |
| Brons  | Marieke Stam      | 168.380    | 41,82 (3) | 1.25,24 (2) | 41,75 (3) | 1.24,38 (2) |
| 4      | Annamarie Thomas  | 171.615    | 42,64 (5) | 1.26,51 (4) | 42,65 (4) | 1.26,14 (5) |
| 5      | Alida Pasveer     | 173.450    | 43,62 (8) | 1.26,78 (5) | 43,42 (7) | 1.26,04 (4) |
| 6      | Janine Koudenburg | 174.590 pr | 43,18 (6) | 1.28,17 (6) | 43,26 (6) | 1.28,13 (7) |
| 7      | Anja Bollaart     | 174.665    | 43,44 (7) | 1.28,35 (7) | 43,14 (5) | 1.27,82 (6) |
| 8      | Gonnie Brunia     | 176.190 pr | 43,76 (9) | 1.28,46 (8) | 43,86 (8) | 1.28,68 (8) |
|        | Herma Meijer      | 041.890    | 41,98 (4) | DNS         |           |             |

CR = kampioenschapsrecord
pr = persoonlijk record
DNS = niet gestart